# Regimiento de Infantería Paracaidista 14
El Regimiento de Infantería Paracaidista 14 (RI Parac 14) es una unidad de infantería del Ejército Argentino con asiento en la guarnición de ejército de Córdoba y dependiente de la IV Brigada Aerotransportada, en el marco de la Fuerza de Despliegue Rápido.

## Historia
Fue creado en 1907 como Regimiento 14 de Infantería por resolución superior fijando su asiento en Río Cuarto tras una breve estadía en Tucumán. Su primera época estuvo como regimiento de la 4.ª División con comando en Córdoba. En 1964 fueron sustituidas las divisiones por brigadas. Así, el R14 pasó a engrosar la IV Brigada de Infantería Aerotransportada modificando su organización como Regimiento de Infantería Aerotransportado 14, permaneciendo en la provincia de Córdoba.
Entre 1975 y 1976, el jefe del Regimiento 14 se desempeñó como jefe de la una fuerza de tareas integrada por personal del Regimiento de Infantería de Montaña 20 y del Destacamento de Exploración de Caballería Blindada 141 (C-5) y basada en la localidad de Río Seco. La misma estaba organizada en los Equipos de Combate «Yuca», «Lanza y «Cazadores», cuyas bases estaban en El Churqui, Los Sosa y Colonia 5, respectivamente. El titular del RI Aerot 14 se encargaba de esta unidad combativa en forma rotatoria con el jefe del Regimiento de Infantería Aerotransportado 2.
El 10 de octubre de 1975 murió el subteniente Diego Barceló. Posteriormente, el general de división Antonio Domingo Bussi impuso el nombre «Subteniente Barceló» a la fuerza de tareas.